# Поетика
Пое́тика (грец. poietike — майстерність творення) — один із найдавніших термінів літературознавства, який постійно зазнавав внутрішньої змістової переакцентуації у зв'язку із еволюцією художньої літератури.

## Загальні відомості
В античну добу поетикою називалось учення про художню літературу взагалі («Поетика» Аристотеля, «Послання до Пізонів» Горація та інші). Згодом проблеми сутності мистецтва перейшли до філософії та естетики, лишивши для поетики нормативні питання, які стосувалися передусім описання художньої форми.
Поетика була об'єктом пильного інтересу в середні віки, в добу Відродження та класицизму («Поетика» Скалігера, «Мистецтво поетичне» Н. Буало, «Підзорна труба Аристотеля» Емануело Тезауро та інші), перетворюючись на самостійну науку з чітко окресленими межами та завданнями. У 19 ст. поетика збагачується філософськими категоріями (Г.-В.-Ф. Гегель), поглядами романтиків (Ф. та А. Шлегелі), мовознавців (О. Потебня, А. Н. Веселовський), у 20 ст. — структуралістів тощо.
Подеколи поетикою називають, на відміну від теорії літератури, ту частину літературознавства, яка вивчає її конкретні сегменти (композиція, поетичне мовлення, версифікація тощо), наявні спроби замінити її одним із напрямів теорії літератури — стилістикою, присвяченою висвітленню поетичного мовлення.
Інколи поняття поетики використовується для обслуговування певних локальних потреб розкриття жанру (роман у віршах, притча та інші), цілісної системи творчих засобів письменника, стильових тенденцій або літературних напрямів, зокрема історичних закономірностей їхнього розвитку.
«Поетика» — найбільша Інтернет-бібліотека української поезії (http://poetyka.uazone.net [Архівовано 16 березня 2022 у Wayback Machine.]) 